# Mayotte aux Jeux des îles de l'océan Indien 2023
 (août 2023).
Si vous disposez d'ouvrages ou d'articles de référence ou si vous connaissez des sites web de qualité traitant du thème abordé ici, merci de compléter l'article en donnant les références utiles à sa vérifiabilité et en les liant à la section « Notes et références ».
Mayotte participe aux Jeux des îles de l'océan Indien 2023. Il s'agit de la cinquième participation du département d'outre-mer français aux Jeux des îles de l'océan Indien qui auront lieu à Tananarive à Madagascar.

## Nombre d’athlètes
350 athlètes prendront part aux Jeux contre 200 en 2019.

## Bilan général
| Sport       | Médaille d'or, Jeux olympiques | Médaille d'argent, Jeux olympiques | Médaille de bronze, Jeux olympiques | 4e | Total | Rang pays |
| ----------- | ------------------------------ | ---------------------------------- | ----------------------------------- | -- | ----- | --------- |
| Athlétisme  |                                |                                    |                                     |    |       |           |
| Badminton   |                                |                                    |                                     |    |       |           |
| Basket-ball |                                |                                    |                                     |    |       |           |
| Boxe        |                                |                                    |                                     |    |       |           |